# صيف مجنون (رواية)
صيف مجنون (One Crazy Summer) هي رواية خيالية تاريخية للمؤلفة الأمريكية ريتا ويليامز-جارسيا، التي نشرتها أميستاد في عام 2010. تدور الرواية حول دلفين وفونيتا وفرن، ثلاث شقيقات، يزورون والدتهم في أوكلاند أوكلاند، كاليفورنيا، خلال صيف عام 1968.

## الحبكة
تبلغ ديلفين من العمر 11 سنه.وتبلغ فونيتا التاسعه من عمرها وفيرن السابعه من عمرها، يعشن مع والدهن وجدتهن في بروكلين، نيويورك إلا أن والد الفتيات قام بإرسالهن إلى أُوكلاند,كاليفورنيا ليبقين برفقة والدتهن سيسل المُنفصله عن والدهن والتي تشير إلى نفسها بنزيلا، لم تقم سيسل بمناداة إبنتها فيرن باسمها قط، فدوماً تُسميها «بالفتاة الصغيره», وهذا يجعل ديلفين تؤمن بأن ماكانت كانت جدتها تُخبرها به دوماً، بأن سيسل هجرت أطفالها وقد رفض والدهن بتسمية الطفله ب (افوا).وامرت سيسل بجعل ديلفن تسلمها الأموال التي أعطاها والدها لنفقاتهن بكاليفورنيا وقامت
بإعطاهن مبلغاً قليلاً ليحصلن على طعاماً صينياً كل يوم ومنعتهن ايضاً من دخول مطبخها الذي يُعد مكان عملها وتقوم فيه بكتابة الشعر وطباعته.قامن الأخوات الثلاث اليوم بالذهاب إلى مركز الشعوب والذي يُدار من قِبل حزب البلاك بانثر لتناول الفطور والتخييم الصيفي حيث تقابلن مع الأخت مكمبو.وقد تلقنَ الاخوات الثلاث تعليماً ليبرالياً في ذلك المركز، الذي يظهر حزب البلاك بانثر بشكل إيجابي، وإيضاح الأعمال الجيدة التي يقومون بها كإطعام الأطفال الفقراء.وقد تم إطلاق النار وقتل أحد أعضاء حزب البلاك بانثر «بوبي هوتون» من قبل الشرطة، وقد قاموا ايضاً بسجن أحد الأعضاء المؤسسين «هيوي نيوتن» ظُلماً، وسيقوم أطفال المركز قريباً بالاشتراك بمظاهرة احتجاج ضد حالات الظلم.
عادنَّ الأخوات بعد رِحلتهم إلى سان فرانسيسكو إلى منزلهم ليجدنَّ والدتهنَّ واثنان من أعضاء حزب البلاك باثر قد أُعتقلوا، وأخبرت والدتهن الشرطة بأن ليس لديها أطفال. تظاهرن الفتيات بأنهن يسكُنَ بجوارهم.فقام صديقهن بالمركز
هيروهيتو بأخذهن والسماح لهن بالبقاء عنده ووالدته حتى تعود سيسل لمنزلها.
عندما أتى وقت المظاهرة وخلال جزء عرض المواهب، قدمن الفتيات قصيده كتبتها والدتهن كن قد وجدنها عندما قمنَ بتنظيف المطبخ بعد اعتقال والدتهن، وبعد الانتهاء من إلقائهن أخذت فيرن المكبر الصوتي وأخبرت البلاك بانثر كيف انها رأت أحد أكثر الأعضاء صراحة، كلفن (المجنون),  وتعاونه مع الشرطة بشكل لطيف، مما سبب له المتاعب مع أعضاء الحزب.
وفي أثناء المظاهرة، رأنَّ الاخوات والدتهن وقد تم إطلاق سراحها من السجن فعدنَّ إلى منزلهن معاً، ولكن علاقة سيسل وديلفين لاتزال متوتره، قامت سيسل بإخبار ديلفين عن فقدانها لوالدتها وهي في عمر 11 وكيف كانت الحياه قاسيه عليها فيما بعد، وحاولت أن توضح لها لماذا قامت بترك أطفالها ولكن لاتزال ديلفين صغيره حتى تستوعب، عادنَ الفتيات إلى منزلهن في اليوم التالي بعدما عانقنَ والدتهن أخيراً.

## قائمة الشخصيات
ديلفين قيثر: العمر11.فتاة ذات مسؤوليه تقوم بالعناية بأُختيها الصغيرتين، ناضجه مراعيه لمشاعر الآخرين، قامت برواية الحكاية.
فونيتا قيثر: العمر9.فتاة تبحث عن الانتباه، تعشق الأداء، وأيضاً سريعة الانفعال.
فيرن (افوا)العمر7.الاصغر من الأخوات قيثر، شجاعه، وصريحه، متعلقه بدميتها آنسه باتي كيك.
سيسل (نزيلا): والدة ديلفين وفونيتا وفيرن.شاعره، هجرت أطفالها وأنتقلت إلى كاليفورنيا، تدعم حزب البلاك بانثر ايضاً.
لويس قيثر: والد ديلفين وفونيتا وفيرن.
بيق ما: والدة لويس التي قامت بالاعتناء بأحفادها منذ أن تركتهن والدتهن ولن تسامح تصرفات سيسل.
دارنيل قيثر: أخ لويس الأصغر الذي يحارب في فيتنام.
كيلفن المجنون: عضو في حزب البلاك بانثر ومُخبر الشرطة.
الأخت موكومبو أستاذه في مركز الشعوب والتي جعلت الأخوات قيثر يشاركن في فعاليات البلاك بانثر.
الأخت بات: تعمل في مركز الشعوب.
يونس وجانيس وبياتريس انكتون-ثلاث أخوات يذهبن إلى مركز الشعوب وأصبحن بالنهاية صُحبه مع أخوات قيثر.
هروهيتو وودز: شاب معتدد الأعراق، ياباني وأفريقي-أمريكي، يذهب إلى مركز الشعوب وقد أعتقل والده بسبب أنه مُقاتل الحُر يه.
السيده وودز: والدة هروهيتو، قامت بالاعتناء بالأخوات قيثر عندما كانت والدتهن مُعتقله.

## المواضيع
ستجد عدة مواضيع في هذا الكتاب، يعتبر سنة 1968تاريخ أساسي لأصحاب البشرة السمراء، ساعد تصوير مبادى البلاك بانثر
في دفع مناقشات حقوق المدنيين، والظلم، وكرامة السود، والتحييز العنصري.
قوة الأسماء هي فكره أخرى قويه في هذا الكتاب، وقد قامت سيسل بتغيير إسمها إلى نزيلا، اسم يوروبا معناه«الطريق», وقد ذٌكر ايضاَ أن سيسل تركت أطفالها لأنها لم تستطع تسمية فيرن بـ«أفوا», تفكرت ديلفين لماذا ترغب والدتها بتغيير اسم أختها طالما أن الأسماء تساعد في هوية الشخص فقط.
طُرح في هذا الكتاب موضوعان ألا وهو تحرير المرأة وأيضاً عن الارتقاء في المجتمع.
بعدما أُصيبت أختهم الصغيره بألم في المعدة، ذهبت ديلفين بمصروفهم الخاص بالطعام الصيني إلى المحل وقامت بإعداد طعاماً جيداً في المطبخ الذي منعتهن والدتهن من دخوله، مما تسبب في خلاف بين ديلفين وسيسل وقامت سيسل بإتهام ديلفين بأنه يجب عليها أن تضع نفسها في هذا الدور «لتقييد نفسها بالنير» وأخبرتها بأن لا يجب ان تكون سريعه «كجرت المحراث». وأما المواضيع الأخرى فتتضمن  ما يخص الأسرة والصفح والتنمية.

## التكملة
الصيف المجنون هو أول كتاب من سلسة الأخوات قيثر، وأما الكتاب الثاني كن الحادي عشر، فقد نُشر في سنه 2013 ويتحدث عن رجوع الفتيات إلى منازلهن في بدفورد-ستثفسنت، بروكلين، وأما الكتاب الثالث جن جنونه في الاباما، نُشر في 2015 ويتحدث
عن زيارة الأخوات إلى أقاربهم في محافظة اوتاغا، الاباما. وفازالكتابان بجائزة الملك سكوت كوريتا.

## المستوى
يوصى هذا الكتاب للأعمار ما بين 9-12 وحجم الكتاب 750 ل
التقبل النقدي
وفقاً للنقاد فإن" الصيف المجنون "تعتبر روايه مؤثره وفكاهيه التي يوصى بها بشدة.في مقالات تيري ماركسون لصحيفة المكتبة المدرسيه، ذكرت بانها تعد هذي الرواية "تحدٍ عاطفي وكتابة رائعه" للأطفال عن الهوية العرقية والمسؤوليات الشخصية.وذكرت تريشيا ميلجارد من صحيفة المكتبة المدرسيه أن هذه الرواية مُمتعه وقيلت من منظور ديلفين، فتاه صغيره مبدعه  و حساسه، ويكتب سي جي مورالس لأخبار أمستردام نيويورك، ذكر انه تم كتابته ليعلم الناس عن تاريخ البشرة السمراء بطريقه هادفه ومسليه".

## الجوائز
- النهائي جائزة الكتاب الوطني  [لغات أخرى]‏ (2010)
- جائزة كوريتا سكوت كينغ  [لغات أخرى]‏ (2011)
- وسامجائزة نيوبري Honor (2011)
- جائزة سكوت أوديل للرواية التاريخية  [لغات أخرى]‏ (2011)